# 帕夫莱·尤里纳
帕夫莱·尤里纳（1954年1月2日—2011年12月2日），克罗地亚男子手球运动员。他曾代表南斯拉夫国家队参加1980年和1984年夏季奥林匹克运动会手球比赛，获得一枚金牌。